# Speyer
Speyer, ou em português Espira, é uma cidade da Alemanha localizada no estado da Renânia-Palatinado.
Era conhecida como Noviômago Nemeto (em latim: Noviomagus e Civitas Nemetum) durante o período romano.
Speyer é uma cidade independente (Kreisfreie Stadt) ou distrito urbano (Stadtkreis), ou seja, possui estatuto de distrito (kreis).
A catedral de Espira, em estilo românico, encontra-se na lista dos monumentos culturais da UNESCO. Na dieta de Speyer, um grupo de príncipes e cidades imperiais assinaram um protesto contra o Édito de Worms, que proibiu os ensinamentos luteranos no Sacro Império Romano-Germânico. Foi assim que surgiu a palavra protestantes.

## História
Speyer é uma das mais antigas cidades da Alemanha. Originou-se do campo romano Noviômago Nemeto (em latim: Noviomagus Nemetum, criado em 10 a.C., na região onde então viviam os Nêmetes, na margem esquerda do Reno.

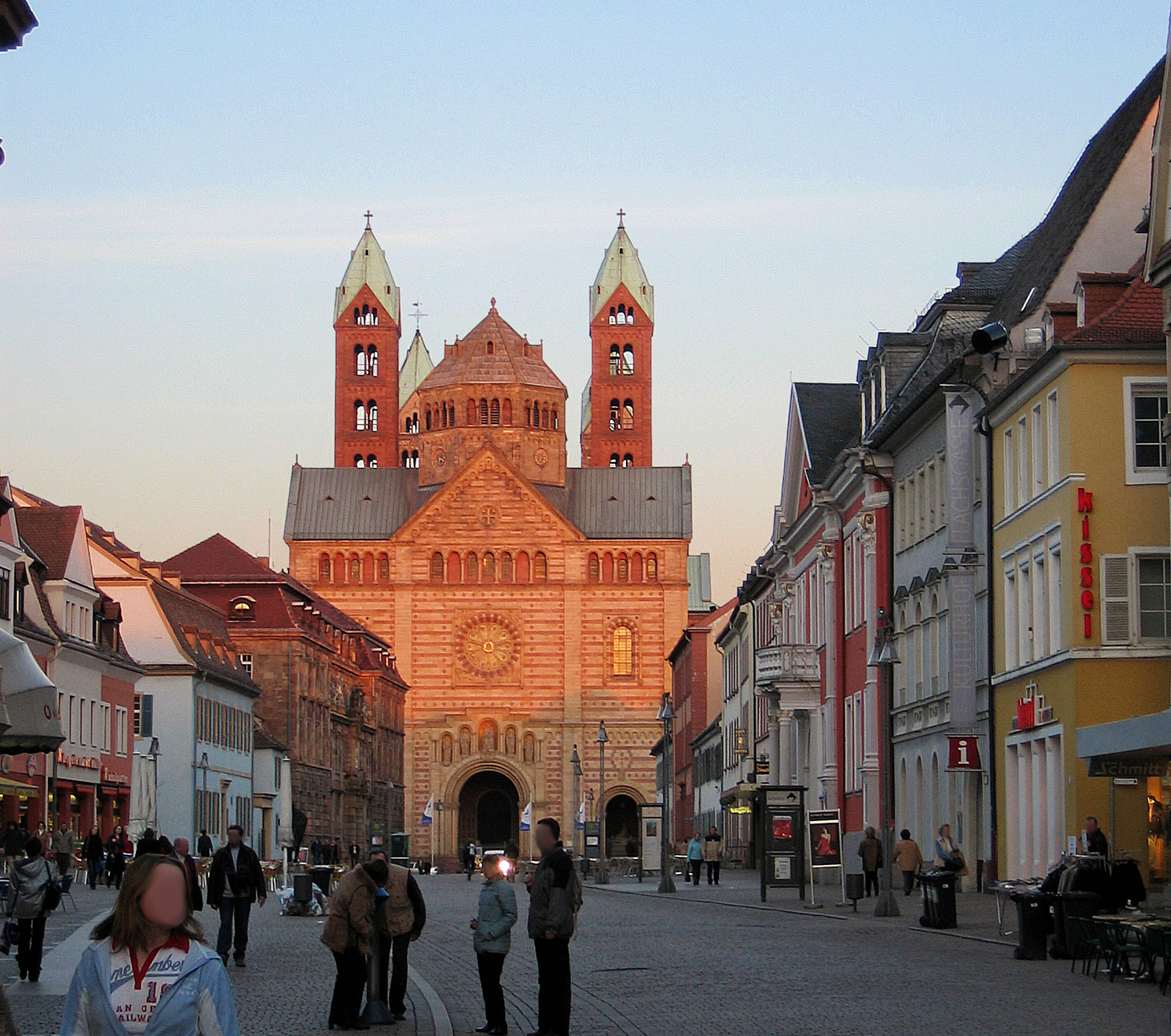